# Forever (singel Papa Roach)
"Forever" – drugi singel grupy Papa Roach pochodzący z płyty The Paramour Sessions wydanej 7 sierpnia 2006 r.
Zespół zorganizował konkurs na YouTube, w którym fani mieli kręcić własne filmy – wizje teledysku. Nagranie zwycięzcy konkursu, Ramona Boutvisetha, zostało zmontowane z wideo wyreżyserowanym przez Meierta Avisa. Oficjalna premiera teledysku miała miejsce 15 czerwca 2007 r.